# Ліз Боннін
Елізабет (Ліз) Боннін (англ. Liz Bonnin; нар. 16 вересня 1975) — ірландська телеведуча науково-пізнавальних програм, біохімік, біолог, екоактивістка та співачка. Працює на телебаченні Ірландії та Великої Британії. Також вела музичні шоу RI:SE і Top of the Pops на початку 2000-х.
Відома як ведуча телепрограм про дику природу та науку, таких як «Галапагос» (англ. Galapagos), «Як працює Земля» (англ. How the Earth Works), «Кохання тварин» (англ. Animals in Love), «Зоряне життя» (англ. Stargazing Live), «Велике синє життя» (англ. Big Blue Live), «Кішки та собаки: хто кращий?» (англ. Cats v Dogs: Which is Best?), «Чи повинні ми закривати наші зоопарки?» (англ. Should We Close Our Zoos?) тощо.
У 2009—2014 році була співведучою наукового телесеріалу BBC «Вибухова теорія» (англ. Bang Goes The Theory), а з 2013 року співведуча пізнавальної телепрограми «Сільське господарство» (англ. Countrywise) для ITV.

## Життєпис
Елізабет Боннін народилася 1975 року в Парижі. Її мати була емігранткою з Тринідаду, мала індійське та португальське походження, а батько — француз, родом з Мартиніки, працював стоматологом. Її сім'я переїхала до Ірландії, коли їй було 9 років.
Виросла зі своєю старшою сестрою Бенні. Дуже прив'язана до бабусі, яка померла в 2003 році.
Боннін здобула ступінь бакалавра з біохімії в Триніті Коледжі у Дубліні. У 2008 році здобула ступінь магістра з біології тварин та охорони природи у Королівському ветеринарному коледжі. 

## Музична кар'єра
В юності Боннін займалася музичною кар'єрою. Вона була учасницею ірландського дівочого поп-гурту Chill. Пісні гурту записував лейбл Polydor Records. У 2000—2002 роках стала телеведучою на ірландському телеканалі RTÉ Television.
У 2002 році  переїхала до Лондона. Вона стала однією з телеведучих ранкового шоу RI: SE на Channel 4. У цьому ж році стала постійною телеведучою на музичному шоу Top of the Pops.

## Наукова кар'єра та природозахисна діяльність
Для написання дисертації Боннін спостерігала за бенгальськими тиграми в Непалі. Після магістратури продовжила працювати над програмами збереження великих кішок у Лондонському зоологічному товаристві.
З 2005 року Боннін знімається у науково-пізнавальних телепрограмах. Вона вела шоу «Gadgets, Gadgets, Gadgets» в 2005 році і була співведучою наукового документального телесеріалу «Вибухова теорія» на телеканалі BBC One у 2009—2014 роках. У 2008 році Боннін вела документальний серіал «Science Friction» на RTÉ One. Вона також брала участь у створені телесеріалу «Музей життя» на телеканалі BBC Two про роботу лондонського Музею природознавства.
У жовтні 2010 року знялася у сезоні науково-популярного серіалу про дику природу «Autumnwatch», а в січні 2011 року — у програмі про астрономію «Зоряне життя» на телеканалі BBC Two. У травні 2011 року стала співведучою телепрограми «Загублені міста Єгипту» на BBC One.

## Права жінок
Ліз Боннін є обличчям програми «Pretty Curious», спрямованої на заохочення дівчат-підліток до вивчення точних наук у школі.
2016 року їй запропонували знятися для чоловічого журналу FHM, але Боннін відмовилася.

## Фільмографія
| Рік       | Назва                                           | Роль             | Телеканал         |
| --------- | ----------------------------------------------- | ---------------- | ----------------- |
| 1999–2000 | Millennium Eve: Celebrate 2000                  | співведуча       | RTÉ One           |
| 2000–?    | Off the Rails                                   | співведуча       | RTÉ One           |
| 2002–?    | RI: SE                                          | співведуча       | Channel 4         |
| 2002–2003 | Top of the Pops                                 | співведуча       | BBC One           |
| 2003      | Never Mind the Buzzcocks                        | гість            | BBC Two           |
| 2004–2005 | Wild Trials                                     | ведуча           | RTÉ               |
| 2005–?    | Gadgets, Gadgets, Gadgets                       | співведуча       |                   |
| 2008      | Science Friction                                | ведуча           | RTÉ One           |
| 2009–2014 | Bang Goes the Theory                            | співведуча       | BBC One           |
| 2009–2010 | Country Tracks                                  | співведуча       | BBC Two           |
| 2010      | Museum of Life                                  | співведуча       | BBC Two           |
| 2010–2011 | Autumnwatch                                     | запрошений гість | BBC Two           |
| 2011—     | Stargazing Live                                 | співведуча       | BBC One/BBC Two   |
| 2011      | Egypt's Lost Cities                             | ведуча           | BBC One           |
| 2011      | Springwatch                                     | Guest ведуча     | BBC Two           |
| 2012      | Super Smart Animals                             | ведуча           | BBC One           |
| 2012      | Horizon: The Transit of Venus                   | ведуча           | BBC Two           |
| 2013      | Tomorrow's World: A Horizon Special             | ведуча           | BBC Two           |
| 2013      | Operation Snow Tiger                            | ведуча           | BBC Two           |
| 2013—     | Countrywise                                     | співведуча       | ITV               |
| 2013      | Animal Odd Couples                              | ведуча           | BBC One           |
| 2013      | How the Earth Works                             | співведуча       | Discovery Channel |
| 2014      | Cat Watch 2014: The New Horizon Experiment      | ведуча           | BBC Two           |
| 2014      | Animals Through The Night: Sleepover At The Zoo | співведуча       | BBC Four          |
| 2015      | Big Blue Live                                   | співведуча       | BBC One           |
| 2015      | Animals in Love                                 | ведуча           | BBC One           |
| 2015      | India: Nature's Wonderland                      | співведуча       | BBC Two           |
| 2016      | Cats v Dogs: Which is Best?                     | співведуча       | BBC Two           |
| 2016      | Horizon — Should We Close Our Zoos?             |                  | BBC Two           |
| 2016      | Nature's Epic Journeys                          | ведуча           | BBC One           |
| 2017      | Galapagos                                       | ведуча           | BBC One           |
| 2017      | Wild Alaska Live                                | співведуча       | BBC One           |
| 2018      | Drowning In Plastic                             | ведуча           | BBC One           |
| 2019      | Blue Planet Live                                | співведуча       | BBC One           |